# HD 40574
HD 40574，又名BD-01 1083，SAO 132723、HR 2109，是一颗恒星，视星等为6.63，位于銀經208.25，銀緯-12.18，其B1900.0坐标为赤經5h 54m 33.7s，赤緯-1° -12.18′ 4″。